# 寒口乡
寒口乡，是中华人民共和国湖南省郴州市桂东县下辖的一个乡镇级行政单位。

## 行政区划
寒口乡下辖以下地区：
秋里村、上东村、寒口村、大坪村和巴山村。